# François Wahl
François Wahl, född 13 maj 1925 i Paris, död 15 september 2014 i Avilly-Saint-Léonard, var en fransk filosofi och förläggare. 

## Biografi
François Wahl föddes i en judisk familj. Fadern blev angiven och deporterades till Auschwitz där han mördades 1943. François Wahl gick med i Maquis och kämpade mot den tyska ockupationsmakten. Som medlem av Lehi kämpade han för ett oberoende Israel.
Wahl studerade filosofi i Paris och började år 1956 arbeta för Éditions du Seuil; tillsammans med Paul Ricœur grundade han skriftserien L'Ordre philosophique och utgav verk av bland andra Roland Barthes och Jacques Lacan.
Från 1991 ägnade sig Wahl åt författandet på heltid. År 2007 publicerade han essäsamlingen Le Perçu.